# Еммануель Корір
Еммануель Кіпкуруй Корір (англ. Emmanuel Kipkurui Korir; нар. 15 червня 1995) — кенійський легкоатлет, який спеціалізується в бігу на середні дистанції.

## Спортивні досягнення
Олімпійський чемпіон з бігу на 800 метрів (2021). На Олімпіаді-2021 брав також участь у бігу на 400 метрів, проте не пройшов далі попереднього забігу.
Фіналіст (6-е місце) чемпіонату світу у бігу на 800 метрів (2019).
Переможець Континентального кубку у бігу на 800 метрів (2018).
Дворазовий чемпіон Діамантової ліги у бігу на 800 метрів (2018, 2021).
Чемпіон Африки в естафетному бігу 4×400 метрів та срібний призер чемпіоната Африки у бігу на 800 метрів (2018).
Чемпіон Кенії у бігу на 400 метрів (2018).
Ексволодар вищого світового досягнення в приміщенні з бігу на 600 метрів (1.14,97; 2017).